# Crimpshrine
I Crimpshrine erano una band pop punk e punk revival proveniente da Berkeley, California, Stati Uniti. Il gruppo era composto dal fondatore dell'influente rivista punk rock, Cometbus, Aaron Cometbus ed un amico, Jeff Ott. Nella comunità DIY, la band è spesso considerata come una delle più importanti pop-punk band, soprattutto nella scena della Bay Area.

## Storia del gruppo
I Crimpshrine erano originariamente formati nel 1982 da Aaron Elliot (il cui nome divenne Aaron Cometbus grazie alla sua rivista Cometbus) alla batteria e Jeff Ott alla chitarra. I Crimpshrine passarono ad una più tradizionale organizzazione nel 1984, con Jeff che rivestiva il ruolo di cantante e chitarrista insieme a Pete Rypins al basso. La band si sviluppò all'interno della scena della East Bay, soprattutto nel 924 Gilman Street, ed ebbero importante influenza per le successive band della East Bay come Green Day, Operation Ivy, Screeching Weasel e per il punk rock in generale. I Crimpshrine ebbero un unico tour per gli Stati Uniti nel 1988. In Gainesville, Florida, dopo continue tensioni, Pete e Idon abbandonarono il tour e la band insieme ai loro roadie, lasciando Jeff Ott e Aaron Cometbus con una chitarra, le bacchette e il set di batteria. Paul Curran fu invitato ad unirsi alla band piantata in asso come bassista. Lui e suo fratello Jack guidarono fino ad un ippodromo e finirono il tour con Jeff e Aaron anche suonando su alcune registrazioni. Aaron suonò la batteria negli Screeching Weasel, e Ben Weasel suonò il basso nei Crimpshrine per 2 concerti intorno Chicago.
Nel 1996 uscì un album tributo a Crimpshrine e Fifteen dalla Microcosm Records.

## Formazione
- Jeff Ott - voce, chitarra (più tardi memdro dei Fifteen)
- Pete Rypins - basso (1986-1988, più tardi membro dei Tilt e dei The Tantrums)
- Idon Bryant - chitarra (1987-1988)
- Paul Curran - basso (1988-1989, più tardi membro dei Go Sailor e Onion Flavored Rings, oltre ad essere occasionalmente giornalista di Maximum Rocknroll)
- Aaron Cometbus - batteria (più tardi membro dei Pinhead Gunpowder, tra le molte altre band)

## Discografia
| Title                               | Label              | FMT           | Date      |
| Album Studio                        |                    |               |           |
| Sleep, What's That?                 | Lookout Records    | 7"            | 1988      |
| Quit Talkin' Claude                 | Lookout! Records   | 7"            | 1989      |
| Lame Gig Contest                    | Musical Tragedies  | 12"           | 1988 or 9 |
| Duct Tape Soup                      | Lookout! Records   | CD/12"        | 1992      |
| The Sound of a New World Being Born | Lookout! Records   | CD/12"        | 1998      |
| Compilation and split               |                    |               |           |
| Turn It Around!                     | Very Small Records | Double 7"/12" | 1987      |
| Caution                             | Skene Records      | 7"            | 1988      |
| The World's in Shreds, Vol. 1       | Shredder Records   | 7"            | 1988      |
| The World's in Shreds, Vol. 2       | Shredder Records   | 7"            | 1989      |
| Make The Collector Nerd Sweat       | Very Small Records | 10"           | 1989      |
| Crimpshrine / Mutley Chix           | No Idea Records    | 7"            | 1989      |
| Crimpshrine / G-Whiz                | No Reality         | 7"            | 1990      |
| Jawbreaker / Crimpshrine            | Skene Records      | 7"            | 1993      |
| Forward Till Death                  | Lookout! Records   | CD            | 1999      |
| The Thing That Ate Floyd            | Lookout! Records   | CD/12"        | 2002      |